# Лю Сун'ян
Лю Сун'ян (劉松年, 1174 —1224) — китайський художник часів Південної Сун.

## Життєпис
Народився у 1174 році у Цяньтані (сучасний Ханчжоу). У 1189 році став членом Академії живопису. У 1190 році отримав титул дайчжао (придворного художника). Під час правління імператора Нін-цзуна (1195–1224) він був удостоєний престижної нагороди «Золотий пояс». Він до кінця життя залишався на своїй посади, виконуючи замовлення імператорського двору. Помер у 1224 році у Цяньтані.

## Творчість
Натепер з доробку Лю Сун'яна відомо про 25 його робіт. Уславився написанням людських фігур та пейзажів. На його роботах зображено порівняно великі фігури, які виконані у докладної формі, вони розташовані близько до глядача. Типовими прикладами є його серія картин «Лохан» (починаючи з 1207 року), в яких герої перебувають у складних краєвидах. У таких картинах, всі форми виконані ретельно й детально за допомогою чорнил і акварелі. Міміка його фігури яскрава, особи Лю одягнені у незвичний одяг. Подібний прийом застосовано в інший картині у «П'ять Вчених Тан», в якій головну сцену знову розміщено у передній площині сувою.
Пейзажі Лю відображають його талант у ретельній деталізації природи. Найзначущими картинами цього жанру є «Чотири сезони» і «Подорож у засніжених горах». Пейзаж «Чотири сезони» з подібними роботами Лі Тана. Гори та скелі намальовані різкими та сміливими мазками пензля. «Подорож у засніжених горах» зберігає деякі монументальність композиції північносунського живопису.
Значну частину доробку Лю складає чайна тематика. Збереглися роботи цього художника «Перемелювання чайного листа», «Дегустація чаю на чайній плантації» і «Лю Тун заварює чай». Останні дві картини відрізняються глибоким змістом і чудовою технікою виконання.
Зображені на картині «Дегустація чаю на чайній плантації» люди оцінюють якість чаю. Фігури чоловіків, молодих і старих, жінок і дітей виписані дуже яскраво. Сцена оцінки якості чаю сповнена життя. Зліва жінка з дитиною продає чай в кошику; в центрі торговець з двома кошиками чаю, підвішеними на жердин, також продає чай; праворуч — покупці ведуть суперечку щодо якості чаю. Яскрава і життєствердн, ця картина являє собою шедевр живопису і безцінний матеріал для вивчення історії чаювання.
Ще одна картина Лу Сунняня «Лю Тун заварює чай» служить ілюстрацією до поеми Лю Туна, присвяченій чаювання. На картині зображені вчені, які п'ють чай при світлі місяця на тлі гір і бамбукових заростей. Автор передає мудрість і щастя людей, що п'ють чай. Слід особливо відзначити, що в даному випадку зображення чайного мистецтва максимально наближене до природи.
Творчість Лю мала суттєвий вплив на його сучасників й нащадків, зокрема Ма Юаня і Ся Гуя.